# Liste deutschtürkischer Theaterbühnen und Spielgruppen
Die Liste deutschtürkischer Theaterbühnen und Spielgruppen nennt nach Bundesländern geordnet Bühnen und Spielgruppen einer deutschtürkischen Theaterkultur in Deutschland, die seit den Anfängen der Einwanderung aus der Türkei in die Bundesrepublik Deutschland entstanden ist. Aufführungen finden in türkischer, zum Teil aber auch in deutscher Sprache statt.

## Baden-Württemberg
- Kabarett Knobi-Bonbon
- Studiobühne Stuttgart
- Theater Ulüm Ulm
- Türkische Theatergruppe Stuttgart
- Theater Dialog / Tiyatro Diyalog Karlsruhe

## Bayern
- Münih Halk Tiyatrosu (dt.: Münchener Volkstheater) München
- Theatergruppe des Türkischen Jugendvereins München
- Theaterkommission des Vereins für türkische Volkskunst und Literatur München
- Türkisches Theater Nürnberg
- Impro ala Turka (türkische Improgruppe aus München)

## Berlin
- Berlin Aile Tiyatrosu (dt.: Familientheater Berlin)
- Berlin Oyuncuları (dt.: Berliner Darsteller)
- Birlik Tiyatrosu (dt.: Kollektiv-Theater)
- Cep Tiyatrosu (dt.: Taschentheater)
- Diyalog (dt.: Diyalog)
- Halkevi İşçi Tiyatrosu (dt.: Volkshaus Arbeitertheater)
- Kulis Deutsch-Türkisches Theater
- Kreuzberg Türk Halk Sahnesi (dt.: Kreuzberg Türkische Volksbühne)
- Tiyatrom
- Türkisches Ensemble
- Berlin Amatör Sanat Dostları – beAsado (dt.: Berliner Freunde der amateurhafte Künste)
- Theatroja

## Hamburg
- Theater Istasyon
- Tiyatro Asmin

## Hessen
- Kabarett Änderungsschneiderei (Die KäS) Frankfurt a. M.

## Niedersachsen
- Alternatives Theater Göttingen
- Türkisch-Deutsches Theater Hildesheim

## Nordrhein-Westfalen
- Atelier-Theater Köln
- Arkadaş Theater Köln
- Die Bodenkosmetikerinnen Münster
- Bostanbul Bochum
- Deutsch-Türkische Theatertage Bochum
- Putzfrauenkabarett Köln
- Ruhrstadttheater Pantarhei Bochum
- Theater an der Ruhr Mülheim
- Theater das bewegt Köln
- Theater Türkis Köln
- Wupper-Theater Wuppertal
- Theatergruppe Kiebitz Duisburg
- Theater Halber Apfel, Lüdenscheid

## Schleswig-Holstein
- Türkische Theatergruppe Inter Türkspor Kiel